# Batalha de Vuhledar
A Batalha de Vuhledar foi uma grande batalha entre as forças armadas da Rússia e da Ucrânia pelo controle de Vuhledar, uma cidade ucraniana no Oblast de Donetsk, durante a invasão russa da Ucrânia. Comandantes ucranianos descreveram os confrontos como "a maior batalha de tanques" da Guerra Russo-Ucraniana até aquele momento.

## Primeiro ataque russo
O primeiro esforço principal da Rússia para capturar a cidade ocorreu nos primeiros meses de 2023, após um avanço pela área ao redor de Vuhledar no ano anterior. Esse ataque na cidade e arredores terminou em fracasso, com grandes perdas e a demissão do comandante Rustam Muradov, que liderou a ofensiva. Tentativas de avanço em menor escala perto da cidade, igualmente malsucedidas, ocorreram ao longo de 2023 e na primeira metade de 2024.

## Segundo ataque russo
No final de agosto de 2024, um novo esforço russo em grande escala para capturar Vuhledar foi iniciado. Com o apoio de avanços simultâneos nos flancos sul, oeste e leste da cidade, as forças russas quase cercaram Vuhledar até o final de setembro, enquanto atacavam a cidade em si. Em 1 de outubro, Vuhledar foi capturada após as tropas ucranianas abandonarem suas posições. Esta vitória foi descrita como a mais significativa para a Rússia desde a queda de Avdiivka quase oito meses antes.

## Consequências
Após a captura de Vuhledar, as forças russas exploraram a queda da cidade para fazer avanços significativos ao norte e noroeste dela; os assentamentos de Bohoiavlenka, Novoukrainka, Yasna Poliana, Shakhtarske, e Maksymivka foram capturados entre o final de outubro e o início de novembro de 2024.

Com a captura da importante localidade, as forças russas puderam avançar para a cidade de Velyka Novosilka que serve como um vital centro logístico na frente sul de Donetsk.